# Thyrateles pandur
Thyrateles pandur är en stekelart som först beskrevs av Joseph Kriechbaumer 1882.  Thyrateles pandur ingår i släktet Thyrateles och familjen brokparasitsteklar. Inga underarter finns listade i Catalogue of Life.